# Concilio di Costantinopoli (536)
Il concilio di Costantinopoli del 536 fu una riunione di vescovi dell'impero bizantino, convocati nella capitale imperiale dal patriarca Mena di Costantinopoli. Malgrado l'esiguità del numero dei presenti, ebbe un «carattere ecumenico», poiché, eccetto Alessandria, tutti gli altri patriarcati furono rappresentati.

## Contesto storico
Dopo il concilio di Calcedonia del 451, la Chiesa cristiana era divisa tra i sostenitori della fede calcedonese delle due nature, umana e divina, in Gesù, e i sostenitori dell'unica natura in Cristo, quella divina, incarnata nell'umanità di Gesù (monofisismo). Un primo tentativo di conciliare le parti, sintetizzato nell'Enotico dell'imperatore Zenone (482), peggiorò la situazione, poiché fu all'origine del cosiddetto scisma acaciano, che divise la Chiesa di Roma da quella di Costantinopoli fino al 519.
In questo contesto, il partito anticalcedoniano si rafforzò ed ebbe la meglio in alcune parti dell'impero, in particolare nei patriarcati di Antiochia e di Alessandria. In quest'ultima sede, dal 482 non si ebbero più vescovi calcedoniani, fino all'elezione di Paolo nel 536. La sede di Antiochia invece rimase sostanzialmente fedele a Calcedonia, fino all'avvento di Severo nel 512: tuttavia tra i ranghi dell'episcopato antiocheno diversi furono i vescovi che sostennero la causa monofisita, tra cui Pietro di Apamea e, più tardi, Giacomo Baradeo di Edessa. La predicazione anticalcedonese, opera soprattutto dei monaci, contribuì a rafforzare il monofisismo nelle popolazioni.
Nel 527 Giustiniano succedette allo zio Giustino sul trono imperiale. Fin dall'inizio cercò si conciliare le parti in lotta per riportare l'unità religiosa nell'impero. Il suo impegno fu tuttavia contrastato da membri della casa reale, tra cui la stessa moglie, Teodora, simpatizzante del monofisismo. Questo facilitò l'arrivo a Costantinopoli di Severo di Antiochia, a cui fu permesso di lasciare l'esilio dove si trovava. Inoltre, nel mese di giugno del 535 moriva il patriarca Epifanio e al suo posto fu eletto Antimo, metropolita di Trebisonda, che ben presto manifestò le sue simpatie per la causa monofisita.
Nel febbraio del 536 papa Agapito I arrivò a Costantinopoli, inviato dal re dei Goti Teodato, per convincere Giustiniano ad abbandonare i suoi propositi di conquistare l'Italia. Il vescovo di Roma si rifiutò di concedere la comunione al patriarca Antimo, perché era stato eletto in seguito al trasferimento da una sede vescovile a un'altra, cosa che all'epoca era vietata. Inoltre ottenne la sua deposizione a causa delle sue tendenze monofisite. Dopo aver proceduto all'elezione di un nuovo patriarca, il monaco Mena, che consacrò personalmente, convinse l'imperatore a convocare un concilio per giudicare l'ortodossia e l'operato dell'ex patriarca, e per condannare gli oppositori della fede calcedonese.

## Svolgimento del concilio
Gli atti conciliari sono stati conservati nella loro interezza. Infatti, essi furono inviati al patriarca Pietro di Gerusalemme e letti durante il concilio patriarcale convocato da Pietro il 19 luglio 536. Gli atti di quest'ultima riunione, che contengono gli atti del concilio costantinopolitano, sono conservati nella Collectio Sabbaitica, pubblicata in edizione critica da Eduard Schwartz nel 1940.
Il concilio di aprì il 2 maggio alla presenza di 64 prelati o rappresentanti di vescovi. Le assisi si tennero nel portico della chiesa di Santa Maria, presso la cattedrale patriarcale. Fin dalla prima seduta, furono presenti numerosi preti della capitale e monaci provenienti da tutte le parti dell'impero Durante la prima sessione furono letti diversi documenti, nei quali si configurarono le accuse nei confronti di Antimo di Costantinopoli. Al termine della riunione, il patriarca Mena costituì un gruppo di 7 persone, tra cui Bosporio di Neocesarea, Acacio di Pessinonte e Zaccaria di Mitilene, incaricato di cercare Antimo e di intimargli di presentarsi entro tre giorni, per giustificare il suo comportamento e verificare la sua ortodossia.
Il 6 maggio, il concilio si riunì in seconda sessione. Furono sentiti i membri della delegazione inviata a cercare Antimo, che riferirono che l'ex patriarca non era reperibile. Mena allora costituì un secondo gruppo di vescovi e preti, che dovevano notificare a Antimo l'obbligo di presentarsi entro tre giorni. Il 10 maggio, giorno della terza sessione, Antimo era ancora introvabile. Furono concessi altri dieci giorni all'ex patriarca per farsi trovare e presentarsi al concilio. Il 21 maggio, Teagene di Sinnada, Bacco di Antiochia di Pisidia, Cristoforo di Porfireone e gli altri membri della delegazione dovettero riferire nuovamente che Antimo era stato cercato in tutti i luoghi più reconditi della capitale, ma non era stato trovato. Ci furono diversi interventi, tra cui quello di Ipazio di Efeso, che domandavano a gran voce la condanna di Antimo, la sua deposizione e la sua degradazione allo stato laicale. Seguì infine il discorso del patriarca Mena, che condannava definitivamente Antimo: questa condanna fu sottoscritta da 76 degli aventi diritto.
L'ultima sessione si svolse il 4 giugno. Durante la seduta furono letti molti documenti che miravano a dimostrare l'eresia monofisita di cui si erano macchiati Severo di Antiochia, il vescovo Pietro di Apamea e il monaco Zoora. Ci furono poi diversi interventi dei presenti, che chiedevano la condanna di tutti i sostenitori del monofisismo. Infine intervenne il patriarca Mena, che sentenziò la condanna di Severo, Pietro e Zoora, che furono scomunicati. La sentenza fu sottoscritta da 93 degli aventi diritto.
Giustiniano I confermò le decisioni conciliari e la sua costituzione fu annessa agli atti.

## Partecipanti
Gli atti conciliari riportano 7 liste di vescovi: 5 sono gli elenchi dei presenti alle 5 sessioni conciliari; 2 sono le liste delle sottoscrizioni alle condanne approvate nella quarta e nella quinta seduta. L'elenco più lungo, 93 sottoscrizioni, è l'ultimo, quello delle firme apposte alla condanna di Severo di Antiochia, Pietro di Apamea e Zoora.
Il confronto fra queste liste porta ad almeno 103 il numero delle sedi rappresentate al concilio. Il patriarcato di Roma fu presente con due diaconi della diocesi romana e cinque vescovi: Sabino di Canosa, Epifanio di Eclano, Asterio di Salerno, Leone di Nola e Rustico di Fiesole. Il diacono Sabino rappresentò Pietro di Gerusalemme, mentre il sacerdote Magno e il diacono Eraclio rappresentarono il patriarca Efrem di Antiochia. Il patriarcato di Alessandria, la cui sede era disputata da due vescovi monofisiti, non fu rappresentato da nessuno, e nessuno dei vescovi egiziani fu presente a Costantinopoli.
Al concilio presero parte anche alcuni vescovi che provenivano dai confini dell'impero o da regni vassalli: si tratta di Giovanni di Bosporo (Crimea), Domeziano di Zichia, Eusebio di Persarmenia e Ciriaco della Sofene (alta Mesopotamia).
Il seguente elenco è quello delle sottoscrizioni dell'ultima sessione, il 4 giugno 536, nell'ordine riportato dalla Collectio Sabbaitica, a cui si aggiungono, a partire dal nº 91, i nomi dei vescovi che non apposero la loro firma, ma che tuttavia furono presenti al concilio e che sono documentati dalle altre liste.
1. Mena di Costantinopoli
2. Sabino di Canosa
3. Epifanio di Eclano
4. Asterio di Salerno
5. Leone di Nola
6. Rustico di Fiesole
7. Teofane diacono della Chiesa di Roma
8. Pelagio diacono della Chiesa di Roma
9. Ipazio di Efeso
10. Costantino di Eraclea
11. Eusebio di Cizico
12. Talassio di Nicomedia
13. Anastasio di Nicea
14. Fotino di Calcedonia
15. Aussenzio di Sebastea di Armenia
16. Teodolo di Iconio
17. Teagene di Sinnada
18. Bacco di Antiochia di Pisidia
19. Mamas di Melitene
20. Ilariano di Perge
21. Bosporio di Neocesarea
22. Paolo di Tiana
23. Acacio di Pessinonte
24. Conone di Side
25. Epicteto di Claudiopoli
26. Procopio di Gangra
27. Pietro di Giustiniana
28. Marco di Apamea di Bitinia
29. Edisto di Cio
30. Giovanni di Bosporo
31. Teodoro di Gortina
32. Giacinto di Mileto
33. Talassio di Berito
34. Megas di Berea
35. Eterio di Mariamme
36. Domeziano di Zichia
37. Calloa di Smirne
38. Archelao di Corico
39. Cristoforo di Porfireone
40. Alessandro di Barcuso
41. Eustazio di Tiberiopoli
42. Anastasio di Jotapa
43. Domno di Massimianopoli
44. Pelagio di Parnasso
45. Giovanni di Zoara
46. Epifanio di Eraclea
47. Abramo di Crazia
48. Alessandro di Colonia
49. Eugenio di Tio
50. Epitincano di Germa
51. Andrea di Panio o Teodosiopoli
52. Eusebio di Paleopoli)
53. Asterio di Amastri

1. Teodoro di Gordo
2. Mattia di Cime
3. Giovanni di Podalia
4. Giovanni di Mideo
5. Paolo di Stettorio
6. Andrea di Pelte
7. Teodoro di Mero
8. Leonzio di Elenopoli
9. Mena di Eudossiade
10. Giovanni di Cesarea
11. Giovanni di Traianopoli di Frigia
12. Stratonico Siedra
13. Ciriaco di Teodosiopoli di Frigia Pacaziana
14. Flaviano di Cotenna
15. Pietro di Amblada
16. Eustazio di Tlos
17. Teodoro di Case
18. Elladio di Panemotico
19. Teodoto di Eurea di Epiro
20. Macedonio di Bruzo
21. Zosimo di Antandro
22. Teodoreto di Alinda
23. Licinio di Patara
24. Paolo di Enoanda
25. Pantaleone di Giuliopoli
26. Ciriaco di Sofene
27. Martirio di Barata
28. Dionisio di EEucarpia
29. Epifanio di Pitane
30. Marcello di Anea
31. Trifone di Colbasa
32. Magno in rappresentanza del patriarca di Antiochia
33. Eraclio in rappresentanza del patriarca di Antiochia
34. Sabino in rappresentanza del patriarca di Gerusalemme
35. Paolo di Nasso
36. Menas di Scarpanto
37. Teodoro di Paro
38. Giovanni di Gabala[15]
39. Davide di Circesio[15]
40. Cassisa di Belabitene[16]
41. Stefano in rappresentanza di Soterico di Cesarea[15]
42. Gaiano in rappresentanza di Elpidio di Ancira[15]
43. Dionisio in rappresentanza di Fozio di Corinto[15]
44. Callinico in rappresentanza di Fozio di Corinto[15]
45. Zaccaria di Mitilene[17]
46. Timoteo di Berrea[18]
47. Andrea di Amizone[17]
48. Elia di Adriani[17]
49. Macedonio di Bria[19]
50. Armonio di Callipoli[17]
51. Longino di Orestiadis[20]
52. Alessandro di Eluza[20]
53. Eusebio di Karanon di Persarmenia[21]